# سو لويس روبنسون
سو لويس روبنسون (بالإنجليزية: Sue Lewis Robinson)‏ هي قاضية ومحامية أمريكية، ولدت في 1952 في ماونت كرمل في الولايات المتحدة.